# La danza del tempo
La danza del tempo (La Danse du temps : trois nymphes soutenant une horloge) è un'opera dello scultore francese Clodion (1738-1814), conservata alla collezione Frick di New York. Scolpita nel 1788, l'opera comprende tre figure femminili in terracotta, spesso descritte come delle ninfe, che danzano attorno a una colonna che sostiene un orologio con un quadrante anulare rotante di Jean-Baptiste Lepaute (1727-1802), fratello minore del mastro orologiaio Jean-André Lepaute. Si tratta dell'unico orologio del secolo diciottesimo che presenta una decorazione scultorea in terracotta noto agli studiosi.

## Storia
L'opera venne acquistata nel 2006 dalla collezione neviorchese grazie ai fondi forniti da Winthrop Kellogg Edey (1938-1999), un conoscitore e collezionista di orologi statunitense, oltre che specialista eminente di orologeria. Il lascito di Winthrop Edey comprendeva una collezione di venticinque orologi, quattordici orologi da polso e una biblioteca di riferimento riguardante la storia della misura del tempo.

## Descrizione
Può darsi che Clodion sia stato influenzato dal dipinto pussiniano La danza della vita umana, realizzato tra il 1634 e il 1636 per Giulio Rospigliosi, futuro papa Clemente IX, che ritrae dei personaggi che potrebbero essere le personificazioni delle ore, delle stagioni o della fortuna dell'umanità. Secondo il critico d'arte e biografo del diciassettesimo secolo Gian Pietro Bellori, questo quadro riflette i cicli della vita attraverso la raffigurazione del passaggio del tempo. Anche se il dipinto rimase nella collezione della famiglia Rospigliosi fino al 1713, la composizione era ben nota grazie alle incisioni e alle copie dipinte. In seguito il quadro entrò nella collezione del cardinale Fesch, zio di Napoleone Bonaparte, e sembra che sia rimasto in Francia fino al 1845.
Un'altra fonte per la scultura di Clodion potrebbe essere una copia romana di un gruppo ellenistico in marmo noto con il nome di Tre ninfe, che attualmente fa parte della collezione del museo del Louvre. Pertanto, le tre figure graziose potrebbero rappresentare delle ninfe, le Cariti (o tre Grazie) o le Ore, delle divinità muliebri che erano le personificazioni del passare del tempo. È anche possibile che le giovani danzanti possano evocare tutte queste associazioni contemporaneamente, mentre si avvicinano, come ha notato una specialista della scultura del secolo diciottesimo, al tema della cariatide.